# Bezirksgericht Winterthur

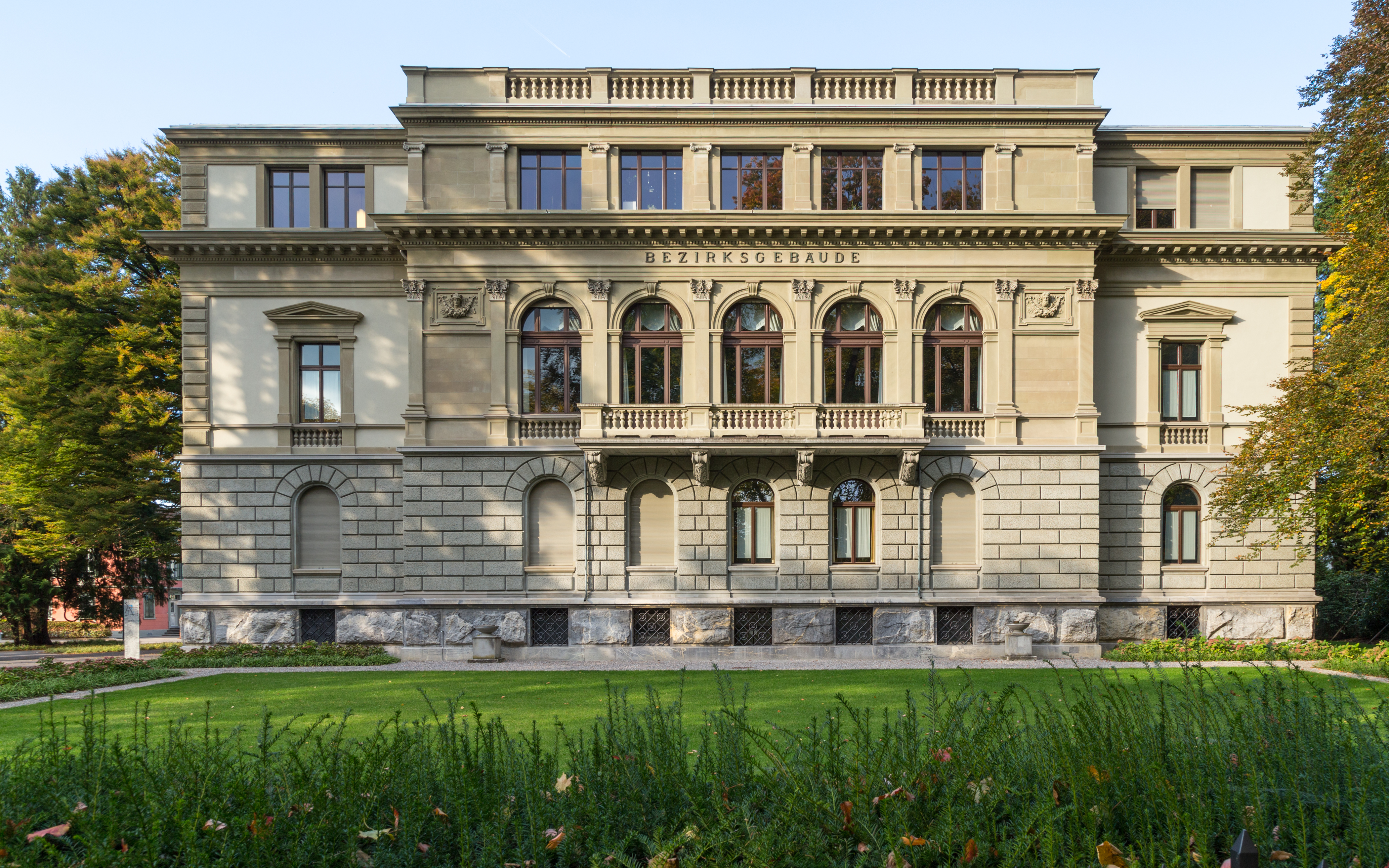
Bezirksgebäude I in Winterthur

Das Bezirksgericht Winterthur ist die erste Instanz in Zivil- und Strafprozessen im Bezirk Winterthur im Kanton Zürich.

## Gebäude
Seinen Sitz hat das Bezirksgericht im 1876 bis 1879 errichteten Bezirksgebäude des Architekten Ernst Georg Jung. Das im Stile der Neorenaissance errichtete Bauwerk diente zunächst dem Schweizer Teil der Lloyd-Versicherungsgesellschaft als Hauptsitz, bis diese 1883 nach einer Schmiergeldaffäre in Konkurs ging. Danach übernahmen die Winterthur Versicherungen das Gebäude als Hauptsitz, bis schliesslich 1931 der Kanton das Gebäude für das Bezirksgericht aufkaufte. 1925 wurde das Gebäude um ein Attikageschoss aufgestockt.
Das Bezirksgebäude steht unter nationalem Denkmalschutz.
In unmittelbarer Nachbarschaft des Alten Bezirksgebäude befindet sich das neue Bezirksgebäude mit Sitz der Kantonspolizei Zürich und der Staatsanwaltschaft Winterthur/Unterland.
Vor dem Einzug ins Bezirksgebäude hatte das Gericht seinen Sitz von ca. 1874 bis 1932 im Rathaus.

## Organisation
Es gibt ein Kollegialgericht, Einzelgerichte, ein Arbeitsgericht und ein Mietgericht. Das Bezirksgericht beschäftigt 65 Mitarbeiter (Dezember 2013). Präsident des Gerichts ist Andreas Oehler.